# كارل ويلسون بيكر
كارل ويلسون بيكر (بالإنجليزية: Karle Wilson Baker)‏ (13 أكتوبر 1878، ليتل روك في الولايات المتحدة - 8 نوفمبر 1960، ناكوغدوشس في الولايات المتحدة)؛ كاتِبة وشاعرة أمريكية. درست في جامعة شيكاغو.